# Kabinett Thörnroos

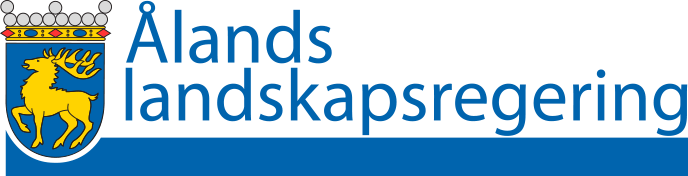
Logo der Åländischen Landschaftsregierung.

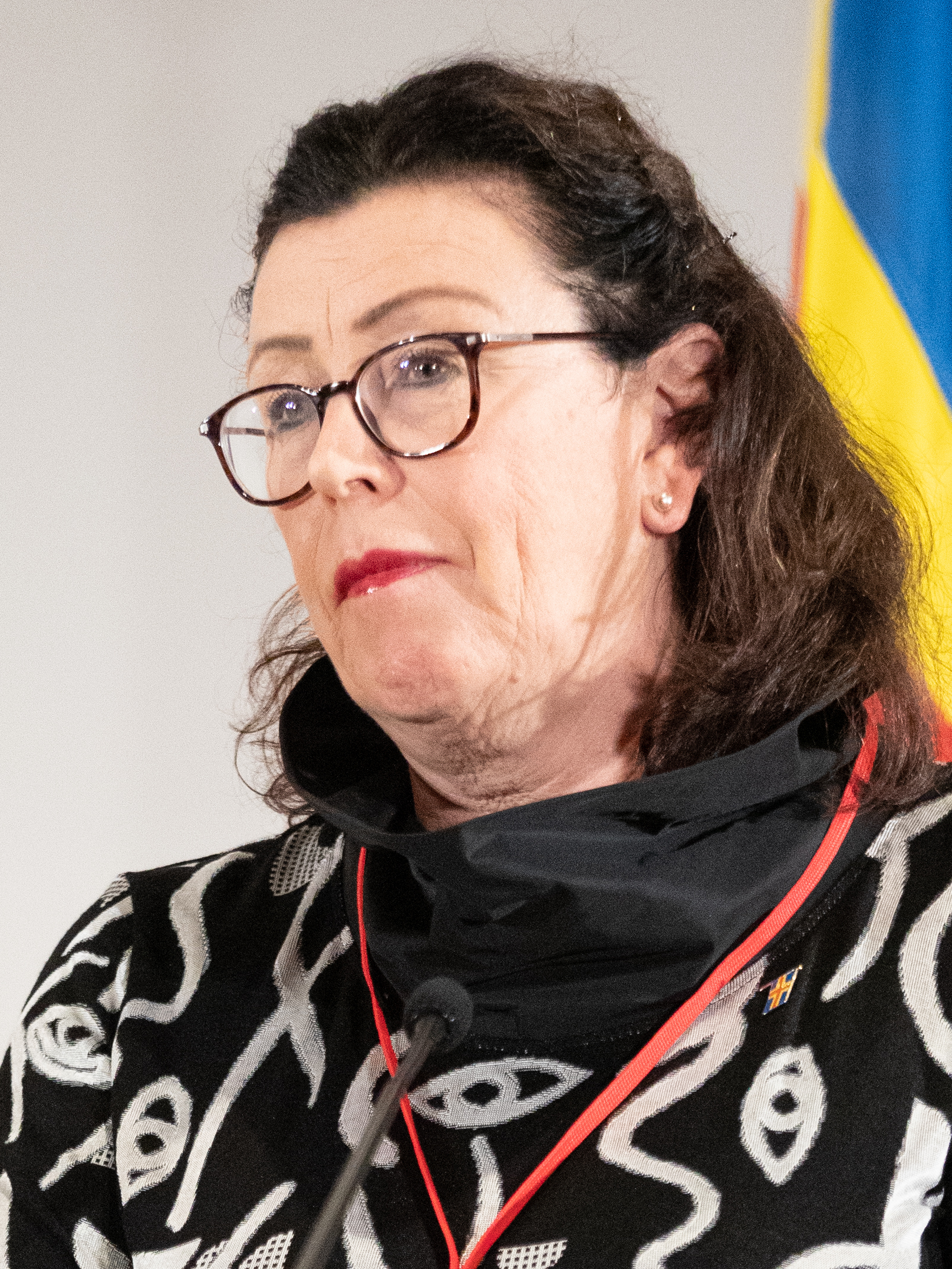
Veronica Thörnroos zwischen 2019 und 2023 Lantråd von Åland.

Das Kabinett Thörnroos war von 2019 bis 2023 die Landschaftsregierung von Åland, eine mit weitgehender politischer Autonomie ausgestattete Landschaft Finnlands.
Die Regierung wurde am 10. Dezember 2019 von Lantråd Veronica Thörnroos vom Åländische Zentrum C (Åländsk Center) gebildet und löste das Kabinett Sjögren I ab.
Bei der Wahl am 20. Oktober 2019 wurde das C von Veronica Thörnroos mit 27,9 Prozent (9 Mandate) stärkste Kraft in der Lagting, gefolgt von den Liberalen auf Åland LIB (Liberalerna på Åland) der bisherigen Lantråd von Åland Katrin Sjögren mit 19,6 Prozent (6 Sitze), der Moderaten Sammlung für Åland MSÅ (Moderat samling för Åland) unter der neuen Parteivorsitzenden Annette Holmberg-Jansson mit 13,8 Prozent (4 Sitze) sowie der Ungebundene Sammlung auf Åland ObS mit 13,6 Prozent (4 Mandate), die mit Bert Häggblom ebenfalls einen neuen Vorsitzenden hatte. Die Ålands Sozialdemokraten ÅSD (Ålands socialdemokrater) der früheren Lantråd Camilla Gunell kam nur noch auf 9,1 Prozent (3 Mandate), während die erstmals angetretene Nachhaltige Initiative HI (Hållbar Iniativ) unter Alfons Röblom und Anette Bergbo 8,3 Prozent (2 Sitze) erzielte. Mit jeweils einem Mandat waren Ålands Zukunft ÅF (Ålands Framtid) unter der neuen Vorsitzenden Pia Eriksson (4,6 Prozent) und die Åländischen Demokratie ÅD von Stephan Toivonen (3 Prozent) vertreten. Nach der Wahl bildete Veronica Thörnroos am 10. Dezember 2019 das Kabinett Thörnroos, eine Koalition aus C, MSÅ, ObS und HI die im Parlament mit 19 Sitzen vertreten war. Zuvor wurde sie mit 22 gegen zwei Stimmen von der Lagting zur neuen Lantråd von Åland gewählt.
Bei der Parlamentswahlen am 15. Oktober 2023 erhielten die LIB von Katrin Sjögren 30 Prozent der Stimmen (9 von 30 Sitzen), das C der bisherigen Lantråd von Åland Thörnroos 21,2 Prozent (7 Mandate), die ObS unter Bert Häggblom 15,3 Prozent (5 Sitze), die ÅSD von Camilla Gunell 12,8 Prozent (4 Mandate), die MSÅ von Annette Holmberg-Jansson 12,6 Prozent (4 Sitze) und die HI unter Alfons Röblom und Annette Bergbo 5,1 Prozent (1 Mandat). Die ÅF von Pia Eriksson (2,87 Prozent) und die ÅD von Stephan Toivonen verpassten hingegen den Wiedereinzug ins Parlament. Die Wahlbeteiligung lag bei 68,3 Prozent. Nach der Wahl bildete Katrin Sjögren am 11. Dezember 2023 das Kabinett Sjögren II, eine Koalition aus LIB, C und ÅSD, die im Parlament mit 20 Sitzen vertreten ist. Zuvor wurde sie mit 21 gegen 0 Stimmen von der Lagting zur neuen Lantråd von Åland gewählt.

## Mitglieder des Kabinetts
Der Regierung gehörten folgende Politiker an:
| Amt                     | Amtsinhaber                     | Partei | Partei | Beginn der Amtszeit               | Ende der Amtszeit                 |
| ----------------------- | ------------------------------- | ------ | ------ | --------------------------------- | --------------------------------- |
| Lantråd                 | Veronica Thörnroos              |        | C      | 10. Dezember 2019                 | 11. Dezember 2023                 |
| Vicelantråd Energie     | Harry Jansson                   |        | C      | 10. Dezember 2019                 | 11. Dezember 2023                 |
| Finanzen                | Torbjörn Eliasson Roger Höglund |        | C      | 10. Dezember 2019 13. Januar 2021 | 13. Januar 2021 11. Dezember 2023 |
| Industrie               | Fredrik Karlström               |        | MSÅ    | 10. Dezember 2019                 | 11. Dezember 2023                 |
| Soziales und Gesundheit | Annette Holmberg-Jansson        |        | MSÅ    | 10. Dezember 2019                 | 11. Dezember 2023                 |
| Infrastruktur           | Christian Wikström              |        | ObS    | 10. Dezember 2019                 | 11. Dezember 2023                 |
| Bildung und Kultur      | Annika Hambrudd                 |        | C      | 10. Dezember 2019                 | 11. Dezember 2023                 |
| Entwicklung             | Alfons Röblom                   |        | HI     | 10. Dezember 2019                 | 12. Oktober 2022                  |